# Lina Boussaha
Pour les articles homonymes, voir Boussaha.
Lina Boussaha (en arabe : لينا بوساحة), née le 16 janvier 1999 à Saint-Denis, est une footballeuse internationale algérienne évoluant au poste de milieu de terrain au Al-Nassr FC.

## Carrière

### Carrière en club
Lina Boussaha évolue dans sa jeunesse au Racing Club de Saint-Denis. En 2013, elle rejoint le centre de formation du Paris Saint-Germain et évolue des U16 aux U19. Elle y réalise ses débuts professionnels en première division le 9 octobre 2016, avec une victoire 3–0 contre le FC Metz,. En 2017, elle signe son premier contrat professionnel en faveur du PSG d'une durée de trois ans, et remporte en 2018 la Coupe de France.
Le 10 juillet 2018, le LOSC annonce la signature en prêt de Boussaha pour une saison. Elle marque son premier but professionnel le 30 septembre 2018, dans un nul 1–1 contre le PSG. Après une saison 2019-2020 au PSG avec un faible temps de jeu, elle quitte son club formateur et signe en juin 2020 au Havre AC, promu en D1, pour deux ans.
Après une longue blessure, elle signe en 2023 pour le club saoudien d'Al-Nassr, dont l'équipe masculine compte Cristiano Ronaldo. Ce choix est aussi en corrélation avec son choix mûri pendant sa convalescence de porter le voile : « Je me sentais plus apaisée comme cela. J’ai décidé de mettre le voile. Et en le mettant, je savais que des portes se fermeraient, et notamment celle du football, d’évoluer en Europe ». Elle se déclare par ailleurs intéressée pour rejoindre l'équipe nationale d'Algérie,.
Club avec lequel elle remporte le championnat saoudien de la saison 2023-2024. Un titre auquel elle contribue puisqu'elle termine troisième meilleure buteuse dudit championnat avec 12 réalisations, derrière la Vénézuélienne Oriana Altuve (14 buts) et la Marocaine Ibtissam Jraidi (17 buts). Elle remporte par ailleurs le titre de meilleure joueuse de la saison décernée par la fédération saoudienne.

### Carrière en sélection
Sélectionnée en équipe de France des U16 aux U20, Lina Boussaha participe à l'Euro U19 en 2017 et devient vice-championne d'Europe.
Le 15 septembre 2023, elle est appelée pour la première fois en équipe d'Algérie par le sélectionneur national Farid Benstiti, pour prendre part à un stage, ponctué par une double confrontation contre l'Ouganda, à l'occasion du premier tour des qualifications de la CAN féminine 2024. Le 20 septembre, elle honore sa première sélection en tant que titulaire face à l'Ouganda. Le match se solde par une victoire 1-2 des Algériennes.

## Statistiques

### Statistiques détaillées
| Saison                | Club                  | Championnat           | Championnat | Championnat | Coupe(s) nationale(s) | Coupe(s) nationale(s) | Compétition(s) continentale(s) | Compétition(s) continentale(s) | Compétition(s) continentale(s) | Algérie | Algérie | Total | Total |
| Saison                | Club                  | Division              | M.          | B.          | M.                    | B.                    | Comp.                          | M.                             | B.                             | M.      | B.      | M.    | B.    |
| 2016-2017             | Paris Saint-Germain   | Division 1            | 3           | 0           | 1                     | 0                     | C1                             | 0                              | 0                              | -       | -       | 4     | 0     |
| 2017-2018             | Paris Saint-Germain   | Division 1            | 0           | 0           | 2                     | 0                     | -                              | -                              | -                              | -       | -       | 2     | 0     |
| 2019-2020             | Paris Saint-Germain   | Division 1            | 1           | 0           | 3                     | 4                     | C1                             | 3                              | 0                              | -       | -       | 7     | 4     |
| Sous-total            | Sous-total            | Sous-total            | 4           | 0           | 6                     | 4                     | -                              | 3                              | 0                              | -       | -       | 13    | 4     |
| 2018-2019             | LOSC Lille (prêt)     | Division 1            | 20          | 2           | 5                     | 2                     | -                              | -                              | -                              | -       | -       | 25    | 4     |
| 2020-2021             | Le Havre              | Division 1            | 2           | 1           | -                     | -                     | -                              | -                              | -                              | -       | -       | 2     | 1     |
| Sous-total            | Sous-total            | Sous-total            | 22          | 3           | 5                     | 2                     | -                              | -                              | -                              | -       | -       | 27    | 5     |
| 2022-2023             | Al-Nassr FC           | SWPL                  | 4           | 2           | -                     | -                     | -                              | -                              | -                              | -       | -       | 4     | 2     |
| 2023-2024             | Al-Nassr FC           | SWPL                  | 14          | 12          | 2                     | 2                     | -                              | -                              | -                              | 5       | 2       | 21    | 16    |
| Sous-total            | Sous-total            | Sous-total            | 18          | 14          | 2                     | 2                     | -                              | -                              | -                              | 5       | 2       | 25    | 18    |
| Total sur la carrière | Total sur la carrière | Total sur la carrière | 44          | 15          | 13                    | 8                     | -                              | 3                              | 0                              | 5       | 2       | 65    | 25    |

### En sélection

#### Matchs internationaux
Le tableau suivant liste les rencontres de l'équipe d'Algérie dans lesquelles Lina Boussaha a été sélectionnée depuis le 20 septembre 2023 jusqu'à présent.

#### Buts internationaux
| 0   | Date             | Lieu                                    | Compétition      | Résultat | Adversaire   | Détail | Détail        | Détail | Sél. |
| --- | ---------------- | --------------------------------------- | ---------------- | -------- | ------------ | ------ | ------------- | ------ | ---- |
| 1er | 30 novembre 2023 | Stade du 5 Juillet 1962, Alger, Algérie | Qualifs CAN 2024 | V 5-1    | Burundi      | 67e    | du pied droit | 3-1    | 3e   |
| 2e  | 27 février 2024  | Stade Nelson-Mandela, Alger, Algérie    | Match amical     | V 3-0    | Burkina Faso | 12e    | du pied droit | 1-0    | 6e   |

## Palmarès
Paris Saint-Germain
- Coupe de France (1)
  - Vainqueur en 2018

 LOSC Lille
- Coupe de France
  - Finaliste en 2019

 Al-Nassr
- Championnat d'Arabie saoudite (1)
  - Vainqueur en 2023 et 2024

 France -19 ans
- Euro -19 ans
  - Finaliste en 2017

### Distinctions individuelles
- Meilleure joueuse du championnat d'Arabie saoudite 2023-2024